# Хорватский музей естественной истории
Хорватский музей естественной истории (хорв. Hrvatski prirodoslovni muzej) — музей в городе Загребе, старейший и крупнейший естественнонаучный музей и основное учреждение естественно-исторических исследований, сохранения и сбора экспонатов в области естественной истории в Хорватии. Расположенный по адресу Demetrova 1 в одном из старейших кварталов хорватской столицы Горни-Град (хорв. Gornji grad), он обладает одной из крупнейших музейных коллекций в Хорватии с миллионом артефактов, в том числе более 1,1 миллиона животных. Он был основан в 1846 году как «Национальный музей». Позже Национальный музей был разбит на пять музеев, три из которых в 1986 году были объединены как отделы новообразованного Хорватского музея естественной истории. Музей содержит большую научную библиотеку, открытую для общественности, и выдаёт первый хорватский естественно-исторический научный журнал Natura Croatica.
Постоянная экспозиция Хорватского музея естественной истории состоит из минералогических, петрографических и зоологических коллекций, а также двух постоянных экспонатов в атриуме: Каменной карты Хорватии и Геологического столба. Здесь находятся остатки неандертальца из Крапины.

## История

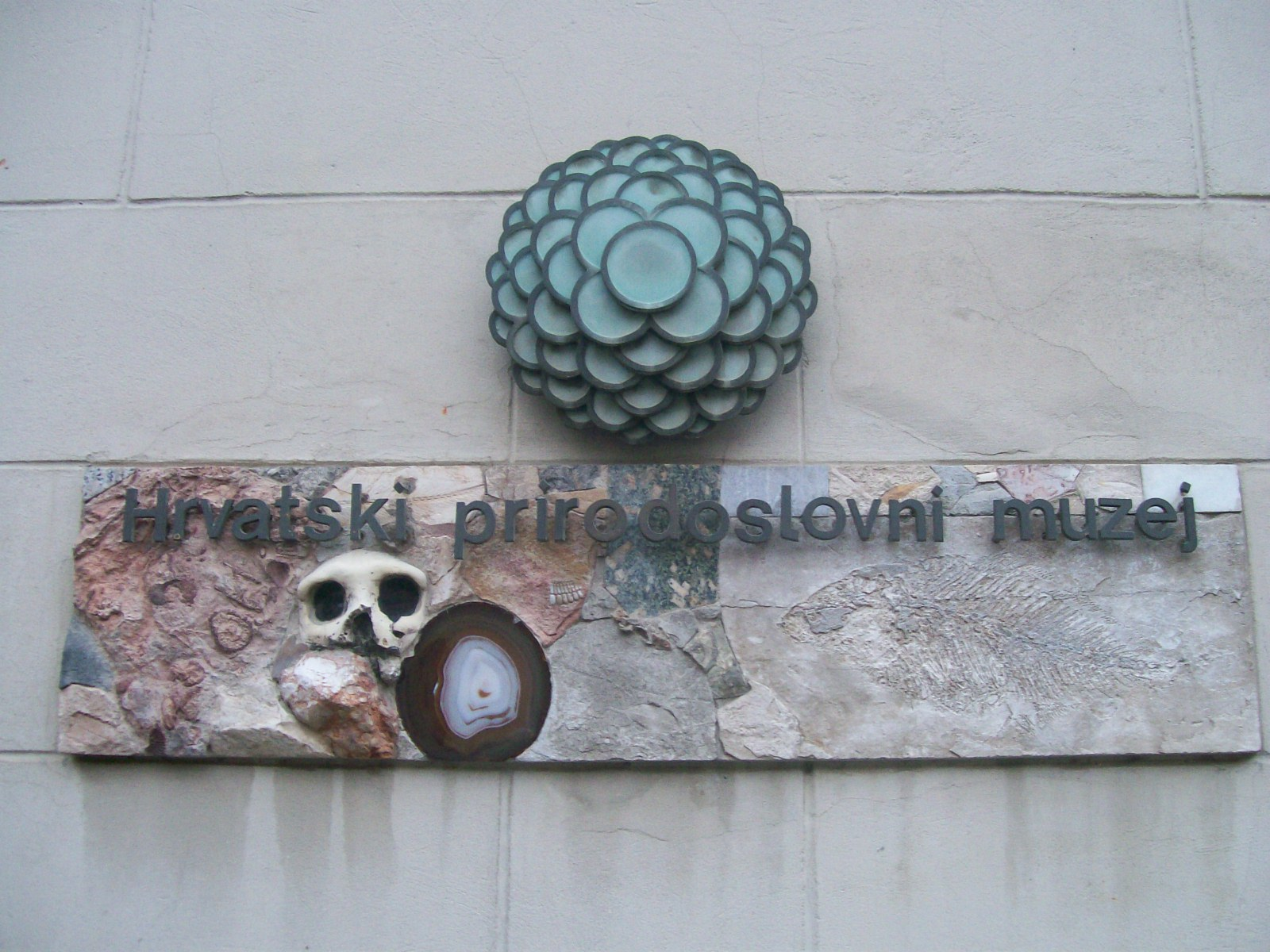
Музейная доска

История Хорватского музея естественной истории начинается с основания 10 сентября 1846 года так называемого «Национального музея» (хорв. Narodni muzej) — первого музея исторических и доисторических объектов, связанных с Хорватией. В 1867 году он был перенесён на текущий адрес. К концу XIX века Национальный музей вырос и был разделён на пять новых музеев. Три из них охватывали естественную историю: Хорватский национальный зоологический музей (хорв. Hrvatski narodni zoološki muzej), Геолого-палеонтологический музей (хорв. Geološko-paleontološki muzej) и Минералогико-петрографический музей (хорв. Mineraloško-petrografski muzej). Все три были размещены в одном здании на улице Деметрова 1, а в 1986 году объединены в Хорватский музей естественной истории.
Нынешнее здание музея ранее было домом для театра Амадео, первого театра в Загребе. Созданный в 1797 году великим жупаном Загребской жупании Анталом Амаде де Варконьи, он действовал до 1834 года. В 2000 году театр Амадео был возрождён как ежегодная летняя серия театральных пьес под названием Scena Amadeo («Сцена Амадео»), которая проходит в атриуме музея.

## Библиотека
В музее находится большая библиотека, которая открыта для публики. Её древнейшие книги были напечатаны в Италии XVII века. К наиболее старым работам, хранящимся в библиотеке, относятся труды Улиссе Альдрованди, Николо Гуальтьери и Карла Линнея. Библиотека была основана в 1868 году новоназначенным директором музея Спиридионом Брусиной. Она начиналась со скудного корпуса, приобретённого у Национальной библиотеки, включая только три книги по зоологии. Брусина путешествовал по всей тогдашней Австро-Венгрии, чтобы раздобыть книги. В 1875 году музей приобрёл большую библиотеку и естественно-историческую коллекцию Франческо Ланцы, врача и археолога из Сплита (Хорватия). Брусина ушёл в отставку в 1901 году, сообщив тремя годами ранее, что собрание библиотеки составляет 1800 работ в 3948 томах. В 1928 году было зафиксировано, что библиотека владела 5838 книгами в 9901 томе. Поскольку библиотека не обслуживалась профессионально во время Хорватской войны за независимость и не инвентаризировалась с тех пор, неизвестно, сколько книг она содержит. Согласно оценке 1999 года, библиотека Хорватского музея естественной истории включает 30 000 томов и 13 100 монографий.

## Журналы
В 1885 году Брусина реализовал успешную инициативу по публикации Журнала хорватского естественно-исторического общества (хорв. Glasnik Hrvatskoga naravoslovnoga družtva). Журнал издаётся с 1972 года под названием  Bioicum Periodicum и посвящён биологии и биомедицине, лесному хозяйству и биотехнологиям. В 1992 году в музее начали издавать Natura Croatica, рецензируемый биологический и геологический научный журнал. Журнал естественной истории был первым в своём роде в Хорватии, несмотря на существование семи музеев естественной истории. Журнал выходит ежеквартально на английском языке и рецензируется как хорватскими, так и зарубежными учёными.

## Фонды

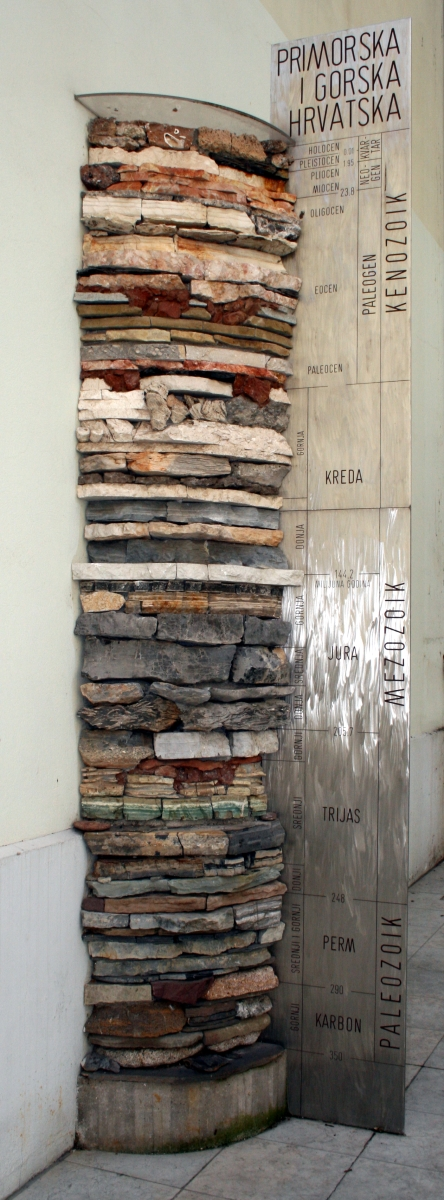
Упорядоченные по возрасту образцы породы из Приморской Хорватии и Горского Котара

Музей разделён на минералогико-петрографический, геолого-палеонтологический, зоологический и ботанический отделы. Первые три являются преемниками музеев, созданных в XIX веке на базе Национального музея, а ботанический отдел создан в 1990 году.
Фонды музея насчитывают более 2 миллионов скал, минералов, окаменелостей и других артефактов, собранных по всей стране. Зоологическая коллекция состоит из 1 135 000 образцов животных, включая банк тканей для анализа ДНК. В нём также хранятся остатки неандертальца, найденного у Крапины Драгутином Горяновичем-Крамбергером, бывшим директором Национального музея. Оригинальные остатки находятся в хранилище музея, а копия экспонируется в музее Крапины.
Постоянная экспозиция музея охватывает минералогические и петрографические коллекции, а также коллекцию животных, большая часть которых датируется XIX веком. Зоологическая коллекция находится на втором этаже музея. Она включает в себя скелет средиземноморского тюленя-монаха, гигантской акулы, обитавшей в Адриатическом море, и атлантического тупика, птицы, которая сегодня обитает в Арктике и которая, как полагают, гнездилась на Адриатике в XIX веке.
Минералогические и петрографические коллекции разделены на три выставки. «От сбора до музея» (хорв. Od zbirke do muzeja) демонстрирует работу хорватских минералогов и петрографов на протяжении всей истории, включая геологическую карту Мославацкой горы в центральной Хорватии Людевита Вукотиновича, а также работу Джуро Пилара, одного из первых хорватских учёных-геологов. «Империя минералов» (хорв. Carstvo minerala) представляет коллекцию минералов, собранных по месту нахождения, включая коллекции агата из Лепоглавы и опала, редких в Хорватии драгоценных камней. «Каменистая планета Земля» (хорв. Stjenoviti planet Zemlja) организована по типу горных пород, а также содержит метеориты, лаву с Везувия и спелеотемы. В 2014 году выставки стали доступными для незрячих.
Атриум музея содержит два экспоната: Каменную карту Хорватии (Kamenospisna karta Hrvatske) и Геологический столб (Geološki stup). Каменная карта Хорватии — это мозаичная карта, собранная из различных кусков камней, найденных в Хорватии, в форме страны.

## Выставки

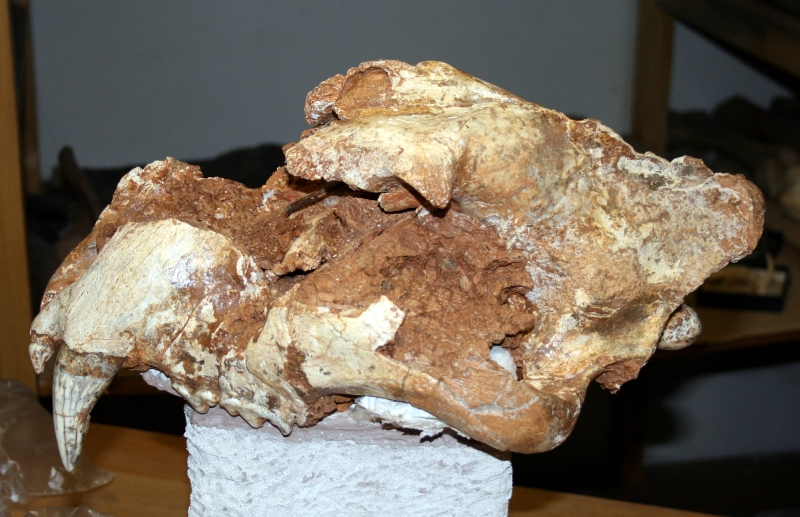
Череп хорватского пещерного льва, выставленный в Хорватском музее естественной истории

Выставки в хорватском Музее естественной истории включали в себя «Сони: в биологии и кухне» и «Львиная яма», демонстрирующая остатки пещерного льва (Panthera leo spelaea), найденного глубоко во Вртаре Мале, карстовой пещере недалеко от Драмаля (Хорватия). С длиной тела в 3,6 м, лев во время открытия был объявлен одним из самых больших из найденных в мире. Другая заметная выставка показала реконструкцию мегалодона, вымершей гигантской акулы, найденной на равнинах северной Хорватии, где когда-то находился океан Паратетис. В 2006 году музей провёл первую в мире выставку мшанок под названием «Кружева Нептуна». В 2009 году посетители имели возможность увидеть окаменелости крокодилов с острова Паг, а в 2013 году были выставлены восемьдесят живых змей, принадлежащих словенскому селекционеру Алешу Млинару.
Музей участвует в Хорватской ночи музеев (Noć muzeja), ежегодном событии, когда общественность имеет право свободного входа во многие музеи Хорватии в течение одной ночи в году. В 2014 году музей посетили более 11 000 человек.

## Галерея

Экспозиция музея
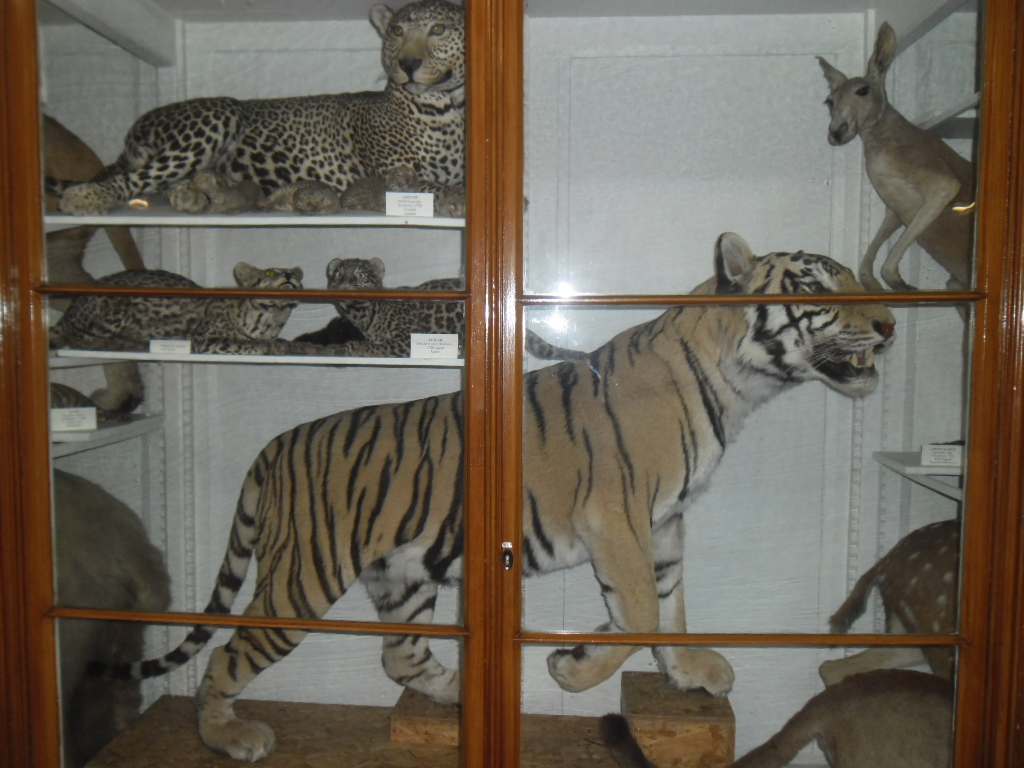
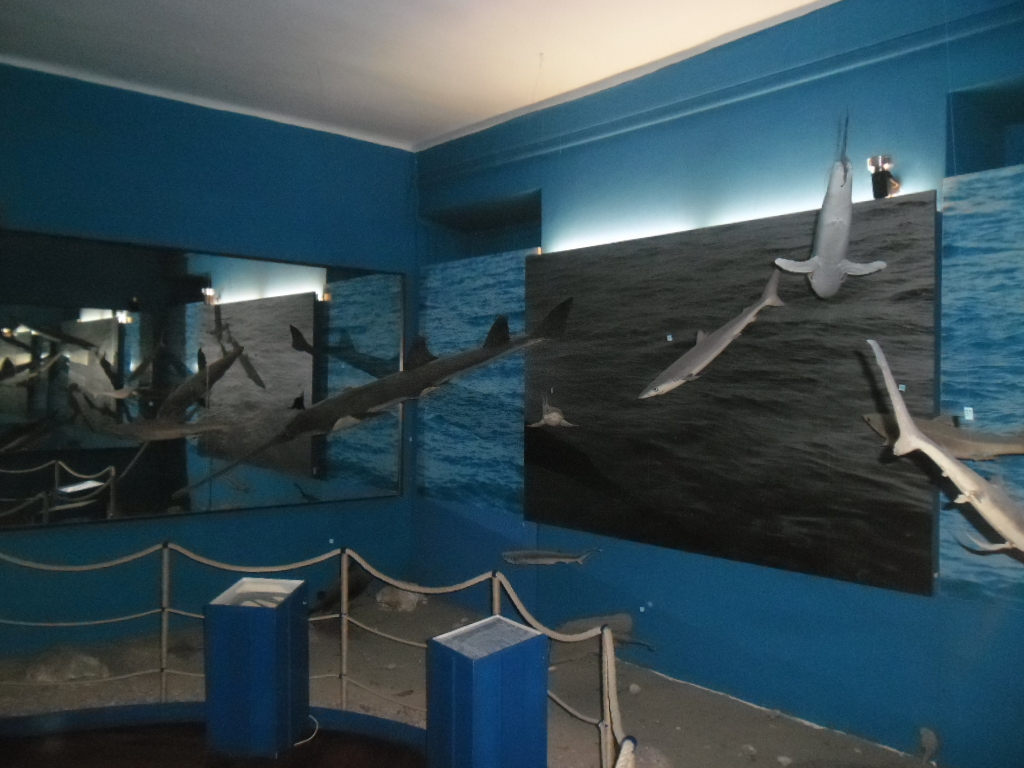
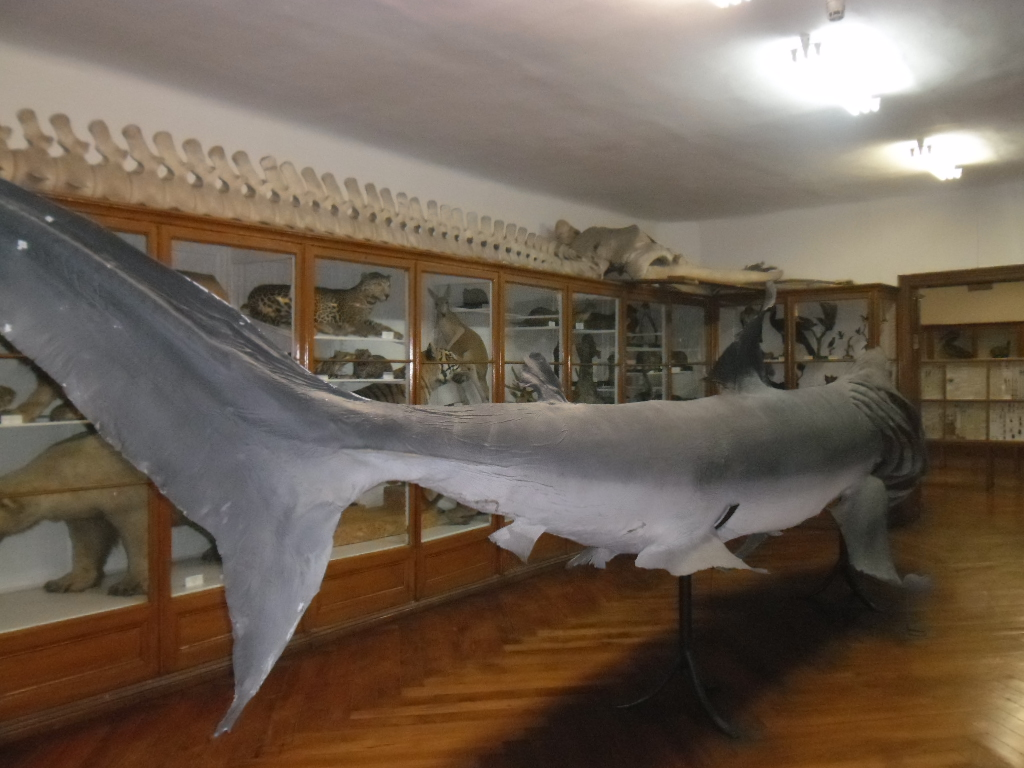
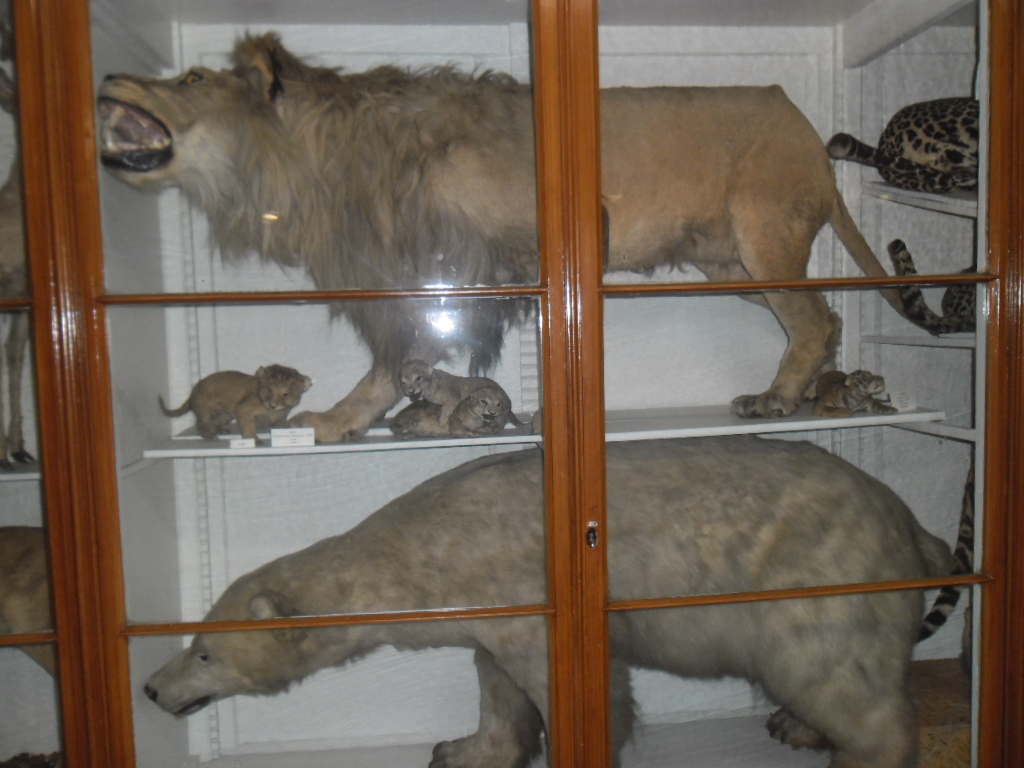